# Людина майбутнього (фільм)
Людина майбутнього (англ. The Tomorrow Man) — американська драматична стрічка 2019 року режисера Нобла Джонса, з Джон Літґов, Блайт Даннер, Дерек Сесіл, Ів Гарлов, Кеті Аселтон та Софі Тетчер у головних ролях.
Допрем'єрний показ стрічки відбувся 30 січня 2019 року на кінофестивалі «Санденс» у місті Парк-Сіті, США.

## Синопсис
У маленькому американському містечку двоє людей намагатимуться віднайти кохання, та не загубити зв'язок між собою. Ед (Джон Літґов) хвилюється про майбутнє та готується до кінця світу, Ронні (Блайт Даннер) — не може забути минуле та витрачає свій час на покупки речей, які вона ніколи не зможе використовувати. Проте разом вони зможуть пригадати, що означає жити сьогоденням.

## У ролях
| Актор            | Роль                |
| ---------------- | ------------------- |
| Джон Літґов      | Ед Гемслер          |
| Блайт Даннер     | Ронні Мейснер       |
| Ів Гарлов        | Тіна                |
| Дерек Сесіл      | Брайан              |
| Кеті Аселтон     | Джанет              |
| Софі Тетчер      | Джанін              |
| Венді Маккена    | Беверлі Сент-Майклс |
| Ізабель Боні     | Меґґі               |
| Ентоні Лафорнара | Кейсі               |
| Джеф Мун         | лікар               |
| Ендрю Ґонсальвес | футбольний тренер   |
| Бен Крюґер       | футбольний гравець  |
| Невін Гаваттар   | індієць             |
| Шон М. Есслер    | молодий чоловік     |
| Даніель Сміт     | молода жінка        |
| Тайлер Асер      | подруга Джанін      |

## Виробництво
Фільмування стрічки відбувалося у місті Рочестер штат Нью-Йорк в серпні та вересні 2017 року.

## Реліз
Світова прем'єра стрічки відбулась на кінофестивалі «Санденс» у місті Парк-Сіті, США. Права на розповсюдження фільму придбала кінопрокатна компанія «Bleecker Street», яка встановила дату прем'єри — 22 травня 2019 року. 
Компанія «Sony Pictures Worldwide Acquisitions» придбала міжнародні права на кінопрокат стрічки у всьому світі.

## Сприйняття

### Критика
Агрегатор рецензій сайту «Rotten Tomatoes» дає стрічці рейтинг 46%, ґрунтуючись на 48 відгуках, з середнім рейтингом 5.72 / 10. 
На «Metacritic» фільм має середньозважену оцінку 48 з 100, ґрунтуючись на 17 відгуках, що вказує на «змішані відгуки». 